# Leucopleura cucadma
Leucopleura cucadma är en fjärilsart som beskrevs av Druce 1894. Leucopleura cucadma ingår i släktet Leucopleura och familjen björnspinnare. Inga underarter finns listade i Catalogue of Life.